# Brooklyn Rules
Brooklyn Rules es una película de 2007 protagonizada por Alec Baldwin, Scott Caan, Freddie Prinze Jr., Jerry Ferrara y Mena Suvari. Fue dirigida por Michael Corrente y escrita por Terence Winter.

## Sinopsis
Michael (Freddie Prinze Jr.), el narrador, es un encantador hombre que logra entrar a un programa de la Universidad de Columbia. Al contrario de Michael, que quiere dejar las calles atrás, su amigo cercano, Carmine (Scott Caan), es un seductor enamorado del estilo de vida de la mafia y solo quiere estar ahí. Completando el trío está Bobby (Jerry Ferrara), un simpático roñoso que quiere una vida sencilla trabajando en el correo y viviendo con su prometida. Mientras tanto en Columbia, Michael se enamora de una joven estudiante llamada Ellen (Mena Suvari). Cuando sus relaciones funcionan, parece posible dejar las calles atrás, pero entonces Carmine llama la atención de Caesar (Alec Baldwin), un temido mafioso de la Familia Gambino que controla el vecindario. Michael y Bobby son arrastrados de vuelta a ese mundo a pesar de su deseo de no involucrarse.

## Reparto
- Alec Baldwin - Caesar
- Freddie Prinze Jr. - Michael
- Scott Caan - Carmine
- Jerry Ferrara - Bobby
- Mena Suvari - Ellen
- Monica Keena - Amy
- Ty Reed - Young Carmine